# راب (شهر اتریش)
راب (به آلمانی: Raab) یک منطقهٔ مسکونی در اتریش است که در اوبراسترایش واقع شده‌است. راب ۲۳ کیلومتر مربع مساحت دارد ۳۸۱ متر بالاتر از سطح دریا واقع شده‌است.